# Krzysztof Sujka
Krzysztof Sujka (* 9. Oktober 1955 in Dłutów bei Pabianice) ist ein ehemaliger polnischer Radrennfahrer.
Sujka nahm zweimal an Olympischen Sommerspielen teil: 1976 erreichte er mit der polnischen Nationalmannschaft das Viertelfinale der Mannschaftsverfolgung und 1980 belegte er Rang 22 im Straßenrennen. Bei den Straßenweltmeisterschaften 1978 auf dem Nürburgring wurde er Vizeweltmeister im Amateurstraßenrennen. Außerdem wurde er Gesamtsieger der Rheinland-Pfalz-Rundfahrt 1977 und des Ruban Granitier Breton 1978.

## Erfolge
1977
- Gesamtwertung Rheinland-Pfalz-Rundfahrt
- zwei Etappen Polen-Rundfahrt

1978
- Gesamtwertung Ruban Granitier Breton
- eine Etappe Friedensfahrt
- eine Etappe Polen-Rundfahrt
- Straßenweltmeisterschaften

1979
- eine Etappe Tour du Vaucluse
- zwei Etappen Friedensfahrt
- eine Etappe Polen-Rundfahrt

1980
- zwei Etappen Friedensfahrt
- eine Etappe Niedersachsen-Rundfahrt
- eine Etappe Polen-Rundfahrt
- eine Etappe Tour de l’Avenir

1981
- eine Etappe Polen-Rundfahrt